# Сурія Прасатхінпхімай
Сурія Со. Пхленчит (тай. สุริยา ส. เพลินจิต); відомий також, як Сурія Прасатхінпхімай (тай. สุริยา ปราสาทหินพิมาย; нар. 2 квітня 1980, Накхонратчасіма) — таїландський боєць муай-тай, боксер, бронзовий призер Олімпіади, призер Азійських ігор.

## Спортивна кар'єра

### Тайський бокс
Сурія Со. Пхленчит змалку займався тайським боксом, беручи участь в змаганнях з цього виду спорту, а також з кікбоксингу.
2000 року він став чемпіоном світу з тайського боксу за версією IWM (International World Muaythai).
2003 року Сурія взяв участь в першому Кубку короля Таїланду з тайського боксу і вийшов переможцем.
Невдовзі після цієї перемоги він вирішив зосередитися на боксі серед любителів.

### Бокс
На Азійських іграх 2002 переміг трьох суперників, а у фіналі програв Геннадію Головкіну (Казахстан).
На чемпіонаті світу 2003 програв в другому бою Уткірбеку Хайдарову (Узбекистан).
На кваліфікаційному турнірі в Пакистані Прасатхінпхімай завоював путівку на Олімпійські ігри 2004.

#### Виступ на Олімпіаді
- Переміг Джозефа Лубега (Уганда) — 30-21
- Переміг Джавіда Тагієва (Азербайджан) — 19(+)-19
- Переміг Олега Машкіна (Україна) — 28-22
- У півфіналі програв Гайдарбеку Гайдарбекову (Росія) — 18-24 і отримав бронзову нагороду.

На Азійських іграх 2006 програв у першому бою.
На чемпіонаті світу 2007 переміг двох суперників, а у 1/8 фіналу програв Бахтіяру Артаєву (Казахстан).
На Іграх Південно-Східної Азії 2007 завоював золоту медаль, але потім був позбавлений її через позитивний допінг-тест і дискваліфікований на один рік.
На Азійських іграх 2010 програв у першому бою.
На чемпіонаті світу 2011 програв у першому бою.